# USS Denver (CL-58)
USS Denver (CL-58) là một tàu tuần dương hạng nhẹ thuộc lớp Cleveland của Hải quân Hoa Kỳ được hoàn tất trong Chiến tranh Thế giới thứ hai. Nó là chiếc tàu chiến thứ hai của Hải quân Mỹ được đặt cái tên này, theo tên thành phố Denver thuộc tiểu bang Colorado. Nó được cho nhập biên chế vào ngày 15 tháng 10 năm 1942, và đã phục vụ trong nhiều chiến dịch tại Mặt trận Thái Bình Dương. Giống hầu hết các tàu chị em cùng lớp, nó ngừng hoạt động không lâu sau khi chiến tranh kết thúc, được đưa về lực lượng dự bị và không bao giờ phục vụ trở lại; con tàu bị bán để tháo dỡ vào đầu những năm 1960. Denver được tặng thưởng danh hiệu Đơn vị Tuyên dương Hải quân cùng 11 Ngôi sao Chiến trận do thành tích phục vụ trong Thế Chiến II.

## Thiết kế và chế tạo

### Thiết kế
Lớp Cleveland được thiết kế nhằm mục đích gia tăng tầm xa hoạt động, tăng cường hỏa lực phòng không và sự bảo vệ chống ngư lôi so với các tàu tuần dương Hoa Kỳ trước đây. Cho dù kém hơn ba nòng pháo 6-inch so với những chiếc lớp Brooklyn dẫn trước, hệ thống kiểm soát hỏa lực mới và tiên tiến hơn giúp cho lớp Cleveland có được ưu thế về hỏa lực trong chiến đấu thực tế. Tuy nhiên việc tăng cường thêm dàn hỏa lực phòng không hạng nhẹ cho đến cuối Thế Chiến II khiến các con tàu bị nặng đầu đáng kể.

### Chế tạo
Denver được đặt lườn vào ngày 26 tháng 12 năm 1940 tại xưởng đóng tàu của hãng New York Shipbuilding Corporation ở Camden, New Jersey. Nó được hạ thủy vào ngày 4 tháng 4 năm 1942, được đỡ đầu bởi Cô Lois J. Stapleton, con gái ngài Benjamin F. Stapleton, thị trưởng thành phố Denver; và được cho nhập biên chế vào ngày 15 tháng 10 năm 1942, dưới quyền chỉ huy của hạm trưởng, Đại tá Hải quân Robert B. Carney.

## Lịch sử hoạt động

### 1943
Denver khởi hành từ Philadelphia vào ngày 23 tháng 1 năm 1943, và đi đến Efate, New Hebrides vào ngày 14 tháng 2. Chiếc tàu tuần dương mới tham chiến lần đầu tiên trong việc bắn phá Vila tại Kolombangara trong quần đảo Solomon vào ngày 6 tháng 3. Trong trận này lực lượng của nó đã đụng độ và đánh chìm các tàu khu trục Nhật Bản Minegumo và Murasame trong Trận chiến eo biển Blackett. Tiếp tục các hoạt động của nó tại vùng biển Solomon, Denver tham gia bắn phá đảo Ballale vào ngày 29–30 tháng 6 kết hợp với cuộc đổ bộ nhằm chiếm đóng New Georgia, rồi ở lại khu vực này để tuần tra.
Vào ngày 31 tháng 10, Denver khởi hành từ cảng Purvis cùng với Lực lượng Đặc nhiệm 39 để đánh chặn một lực lượng đối phương tìm cách ngăn trở cuộc đổ bộ tại mũi Torokina ở Bougainville. Trong Trận chiến vịnh Nữ hoàng Augusta tiếp theo diễn ra vào đêm 1-2 tháng 11, lực lượng Mỹ đã đánh chìm một tàu tuần dương hạng nhẹ và một tàu khu trục đối phương, cùng làm hư hại hai tàu tuần dương hạng nặng và hai tàu khu trục khác, trong khi bốn con tàu khác phải rút lui khỏi trận chiến. Trong trận chiến ác liệt này, Denver bị bắn trúng ba phát đạn pháo 8 in (200 mm) nhưng may mắn chúng đã không phát nổ. Nó được chia sẻ danh hiệu Đơn vị Tuyên dương Hải quân cùng với đội của nó do hoạt động xuất sắc trong trận này.
Denver hỗ trợ cho cuộc đổ bộ lên mũi Torokina vào các ngày 10–11 tháng 11. Hai ngày sau, trong một đợt không kích nặng nề, nó trúng phải một quả ngư lôi ném từ máy bay vốn làm hỏng toàn bộ hệ thống điện và liên lạc cùng làm thiệt mạng 20 người. Nó được chiếc Sioux kéo về cảng Purvis rồi tiếp tục được chiếc Pawnee kéo đến Espiritu Santo để được sửa chữa tạm thời; sau đó nó lên đường quay trở về Xưởng hải quân Mare Island để được sửa chữa triệt để, đến nơi vào ngày 2 tháng 1 năm 1944.

### 1944
Denver quay trở lại khu vực chiến trường tại Eniwetok, đến nơi vào ngày 22 tháng 6. Nó lại ra khơi tám ngày sau đó để hộ tống các tàu sân bay khi chúng tung ra các cuộc không kích nhằm vô hiệu hóa các căn cứ Nhật Bản tại Bonins và Marianas trong quá trình chiếm đóng quần đảo này. Nó đã bắn phá Iwo Jima vào ngày 4 tháng 7, và sau khi hỗ trợ cho các cuộc không kích liên tục, đã quay trở về Eniwetok vào ngày 5 tháng 8. Denver khởi hành từ cảng Purvis vào ngày 6 tháng 9 cho cuộc chiếm đóng Palaus. Nó bắn phá đảo Angaur từ ngày 12 đến ngày 18 tháng 9, rồi hỗ trợ cho một lực lượng đặc nhiệm làm công việc quét mìn, phá hoại dưới nước và trinh sát trước cuộc đổ bộ lên Ulithi vào ngày 23 tháng 9. Nó quay trở lại đảo Manus vào ngày 28 tháng 9 chuẩn bị cho việc quay trở ḷai Philippines.
Denver lại lên đường vào ngày 12 tháng 10 cho cuộc đổ bộ lên Leyte, tiến hành bắn phá đảo Suluan và Dulag mở đường cho hạm đội tiến vào vịnh Leyte, rồi lại di chuyển để bắn phá các bãi đổ bộ phía Nam. Khi Hải quân Nhật Bản tung phần lớn hạm đội chiến đấu còn lại về phía Nam trong một nỗ lực vô vọng nhằm phá vỡ cuộc đổ bộ, đội của Denver đã trực chiến tại eo biển Surigao vào ngày 24 tháng 10 ngăn cản Lực lượng phía Nam của Nhật vượt qua để tiến đến vịnh Leyte.
Các cuộc tấn công mở màn được các xuồng phóng lôi và tàu khu trục bố trí phía trước hàng chiến trận thực hiện. Thiết giáp hạm Yamashiro, tàu tuần dương Mogami và tàu khu trục Shigure là tất cả những gì còn lại của hạm đội Nhật khi Denver cùng các tàu chiến khác trong hàng chiến trận khai hỏa lúc 03 giờ 51 phút. Cùng với ba tàu tuần dương khác, nó góp phần của mình vào hỏa lực áp đảo vốn đã đánh chìm Yamashiro; Mogami sau đó bị máy bay đánh chìm, và Shigure là chiếc duy nhất sống sót của hạm đội hùng mạnh tiến quân vào giai đoạn này của Trận chiến vịnh Leyte. Sau hoạt động này, Denver lên đường tiến hành quét sạch các tàu đối phương bị đánh hỏng, trợ giúp vào việc đánh chìm tàu khu trục Asagumo vào sáng sớm ngày 25 tháng 10.
Tiếp tục phục vụ tại khu vực vịnh Leyte, chiếc tàu tuần dương đánh trả nhiều đợt tấn công. Trong một đợt như vậy vào ngày 28 tháng 10, một quả bom phóng ra ở giây cuối cùng từ một máy bay bị nó bắn rơi đã phát nổ cạnh con tàu gây hư hại nhẹ và tràn ít nước. Nó hỗ trợ cho các cuộc đổ bộ tăng viện trong tháng 11 và đánh trả một cuộc tấn công cảm tử kamikaze vào ngày 27 tháng 11, chịu thương vong với bốn người bị thương do mảnh bom vốn phát nổ cách con tàu 180 m (200 yd) phía đuôi mạn phải. Nó tham gia nhóm hỗ trợ hùng hậu cho cuộc đổ bộ lên Mindoro vào ngày 13–16 tháng 12, rồi quay trở về Manus vào ngày 24 tháng 12.

### 1945
Quay trở lại vịnh San Pedro vào ngày 3 tháng 1 năm 1945, Denver lên đường vào ngày hôm sau để hỗ trợ cho cuộc đổ bộ lên vịnh Lingayen. Nó ở lại Philippines tham gia vào việc bình định quần đảo này. Chiếc tàu tuần dương đã hỗ trợ cho các cuộc đổ bộ xuống Zambales vào ngày 29–30 tháng 1, hỗ trợ hoạt động quét mìn quanh khu vực đổ bộ lên đảo Grande; bắn pháo hỗ trợ tại Nasugbu vào ngày 31 tháng 1; hộ tống một đoàn tàu vận tải tiếp tế đi đến Mindoro từ ngày 1 đến ngày 7 tháng 2; hỗ trợ cho các cuộc đổ bộ của Lục quân chung quanh vịnh Mariveles từ ngày 13 đến ngày 16 tháng 2, cứu vớt những người sống sót trên chiếc tàu khu trục La Vallette; và hỗ trợ cho các hoạt động trên các đảo Palawan và Mindanao từ tháng 2 đến tháng 5.
Ngày 7 tháng 6, Denver khởi hành từ vịnh Subic cho cuộc tấn công đổ bộ lên vịnh Brunei, Borneo, và sau đó là tại Balikpapan. Nó hỗ trợ cho các hoạt động chuẩn bị trước đổ bộ của các đơn vị quét mìn và các đội phá hoại ngầm dưới nước, rồi bắn pháo hỗ trợ cho lực lượng chiếm đóng trước khi quay trở lại vịnh San Pedro, Leyte vào ngày 4 tháng 7 cho một đợt đại tu ngắn.
Denver lên đường đi Okinawa vào ngày 13 tháng 7 để săn lùng tàu bè Nhật Bản ngpài khơi bờ biển Trung Quốc cho đến ngày 7 tháng 8. Sau khi chiến tranh kết thúc, nó khởi hành từ Okinawa vào ngày 9 tháng 9 hỗ trợ cho việc triệt thoái binh lính của lực lượng Đồng Minh được giải cứu khỏi các trại tù binh chiến tranh tại khu vực Wakayama, và hỗ trợ cho việc đổ bộ lực lượng chiếm đóng tại Wakanoura Wan từ ngày 25 tháng 9 đến ngày 20 tháng 10, khi nó lên đường quay trở về nhà.
Denver về đến Norfolk, New Jersey vào ngày 21 tháng 11, và sau khi đại tu đã có mặt tại Newport, Rhodes Island vào tháng 1 năm 1946 làm nhiệm vụ huấn luyện nhân sự của Hải quân Dự bị, cùng thực hiện một cuộc viếng thăm thiện chí đến Quebec, Canada. Vào tháng 4, nó đi đến Xưởng hải quân Philadelphia, nơi nó được cho xuất biên chế và đưa về lực lượng dự bị vào ngày 7 tháng 2 năm 1947. Con tàu bị bán vào ngày 29 tháng 2 năm 1960 để tháo dỡ.

## Phần thưởng
Denver được tặng thưởng danh hiệu Đơn vị Tuyên dương Hải quân cùng 11 Ngôi sao Chiến trận do thành tích phục vụ trong Thế Chiến II.
|  |                                         |             |
|  | Silver star · Silver star · Bronze star |             |
|  |                                         | Bronze star |

| Dãi băng Hoạt động Tác chiến            | Dãi băng Hoạt động Tác chiến                                             | Đơn vị Tuyên dương Hải quân                                              | Đơn vị Tuyên dương Hải quân                                              |
| Huân chương Chiến dịch Hoa Kỳ           | Huân chương Chiến dịch Châu Á-Thái Bình Dương với 11 Ngôi sao Chiến trận | Huân chương Chiến dịch Châu Á-Thái Bình Dương với 11 Ngôi sao Chiến trận | Huân chương Chiến thắng Thế Chiến II                                     |
| Huân chương Phục vụ Chiếm đóng Hải quân | Đơn vị Tuyên dương Tổng thống Philippine                                 | Đơn vị Tuyên dương Tổng thống Philippine                                 | Huân chương Giải phóng Philippine (Philippine) với 1 Ngôi sao Chiến trận |